# 三木おろし

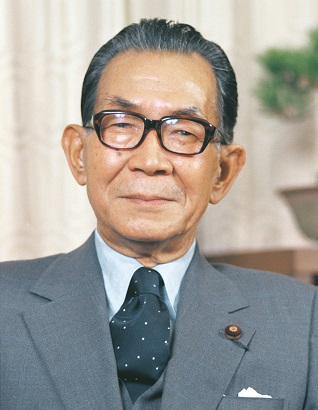
三木武夫

三木おろし（みきおろし）とは、1975年から1976年にかけ起こった、第66代内閣総理大臣の三木武夫の退陣を狙った自由民主党内の倒閣運動である。1976年前半の動きを「第一次三木おろし」、1976年後半以降の動きを「第二次三木おろし」ということもある。

## 経緯
ロッキード事件発覚後、三木は「日本の政治の名誉にかけて真相を明らかにする必要がある」との態度を表明し、衆議院予算委員長の荒舩清十郎を後押しして1976年2月16日､事件関係者として小佐野賢治、全日空社長の若狭得治、丸紅社長の檜山広などの証人喚問と、病床にあった児玉誉士夫を病院で尋問を実現、その全容を明らかにした。
田中政権時代に、三木の地元の参議院徳島県選挙区で三木派の現職議員が公認を外され田中派の新人に公認が与えられた経緯（阿波戦争）から、三木には田中への遺恨があったため、三木の姿勢はその報復ととられ、自民党内部の反発と怨念をかもし出した。三木政権生みの親である椎名悦三郎は「はしゃぎすぎ」と発言し、三木退陣工作をすすめる。これが、いわゆる「第一次三木おろし」である。しかし、この動きに対してマスコミ世論が「ロッキード隠し」と批判を強め、これを受け一旦は「第一次三木おろし」が収まった。
同年7月27日の田中角栄の逮捕の後は「ロッキード事件の摘発を逃れるための三木おろし」というレッテルが成り立たなくなり、また逮捕直前に検察指揮権者の稲葉修法務大臣（中曽根派）が事態を面白がるかのようなコメントを発したことへの反発も生じた。以降、再び三木おろしの動きが活発化していく。田中角栄が8月17日に保釈されると、8月19日には反主流6派（田中派・大平派・福田派・船田派・水田派・椎名派）が中心となって自民党議員277人で挙党体制確立協議会（挙党協）を結成し、代表世話人に船田中元衆議院議長が就任、「第二次三木おろし」が始まる。挙党協の中心メンバーは椎名悦三郎・保利茂・船田中の三長老に、大平派の鈴木善幸、福田派の園田直、田中派の二階堂進、江﨑真澄であった。挙党協は三木首相に対して退陣要求を突きつけた。この時、三木政権に協力する派閥は三木派と中曽根派だけという状況であった。挙党協は反三木では一致していたが、三木退陣後の次期首相擁立について福田赳夫か大平正芳の二人のどちらかに絞りきれていない脆さが存在していた。
9月3日、七日会（田中派）と大平派は、最悪の事態もあるとして在京するよう禁足令を出した。また、同日開催された七日会の合同幹事会（約30人の出席）では、若手議員から三木総裁の解任や党除を求める過激な意見が続出、「最悪の場合は党分裂の覚悟もやむを得ない」との申し合わせも行われて激突が避けられない情勢となった。
三木は「ロッキード事件解明」という世論の支持を背景に衆議院解散とこれに反対するであろう閣僚の罷免をちらつかせて対抗を図る。臨時国会召集を決める1976年9月10日の閣議で三木は会期冒頭での衆議院解散を諮ったが、挙党協に参加している15閣僚は解散署名に拒否する姿勢を示す。三木は閣僚を罷免してまで解散権を行使することはなく、解散を断念して任期満了選挙を選択することとなった。9月14日の両院議員総会で三木が解散を行わないことを宣言して纏めるが、党役員の人事改選で幹事長に三木に近い松野頼三（福田派）が提示されたため反主流派の不満が噴出した。結局三木側が譲歩し、政調会長に提示されていた内田常雄（大平派）が横滑りで就任した。15日に内閣改造と党役員人事を行い、派閥の領袖である福田・大平以外の13閣僚を交代させた。
この後も反主流派は三木おろしを続け、党大会の開催を要求し続けた。幹事長の内田は党内を収めるために三木が平和裡に退陣することを模索し、事務局と党則や議員総会規定などについて連日相談していた。内田が三木と反主流派との連絡を取り、総選挙後に話し合いで決着をつける、という方針をまとめた。
挙党協側では福田と大平がポスト三木を福田とする大福密約を締結、挙党協の総裁推薦候補は福田にまとまる。福田は臨時国会の閉幕と共に閣内から去る。12月に行われた日本国憲法下では初の任期満了による総選挙では、挙党協議員は自民党公認を受けながら、党本部とは別に選対本部を設置し、自民党分裂選挙の様相を見せた。総選挙で自民党は結党以来初めて過半数割れする敗北を喫し（無所属候補の追加公認後に過半数を維持することが出来たが、定員が20増えていたにもかかわらず改選前8議席減と惨敗といってよい結果だった）、三木内閣は責任を取って退陣した。その後、福田が総理総裁に就任、福田内閣が発足した。
なお、この抗争中である9月6日に函館空港でのベレンコ中尉亡命事件が勃発したが、政府が三木おろしで忙しくてそれどころではなかったので対処に不都合が生じたという。

### 三木内閣の陣容
1976年9月10日閣議における閣僚の対応と9月15日の改造内閣の顔ぶれは次のとおり。改造により田中派は閣僚数を1に減らされている（参議院枠の西村尚治を除く）。
| 役職                                           | 氏名       | 派閥     | 解散 賛否 | 改造内閣   | 改造内閣 |
| 役職                                           | 氏名       | 派閥     | 解散 賛否 | 氏名       | 派閥     |
| ---------------------------------------------- | ---------- | -------- | --------- | ---------- | -------- |
| 内閣総理大臣                                   | 三木武夫   | 三木派   | 賛成      |            |          |
| 副総理 経済企画庁長官                          | 福田赳夫   | 福田派   | 反対      | 留任       | 留任     |
| 法務大臣                                       | 稲葉修     | 中曽根派 | 賛成      | 留任       | 留任     |
| 外務大臣                                       | 宮沢喜一   | 大平派   | 反対      | 小坂善太郎 | 無派閥   |
| 大蔵大臣                                       | 大平正芳   | 大平派   | 反対      | 留任       | 留任     |
| 文部大臣                                       | 永井道雄   | 非議員   | 賛成      | 留任       | 留任     |
| 厚生大臣                                       | 田中正巳   | 福田派   | 反対      | 早川崇     | 福田派   |
| 農林大臣                                       | 安倍晋太郎 | 福田派   | 反対      | 大石武一   | 中曽根派 |
| 通商産業大臣                                   | 河本敏夫   | 三木派   | 賛成      | 留任       | 留任     |
| 運輸大臣                                       | 木村睦男   | 田中派   | 反対      | 石田博英   | 三木派   |
| 郵政大臣                                       | 村上勇     | 水田派   | 反対      | 福田篤泰   | 水田派   |
| 労働大臣                                       | 長谷川峻   | 旧石井派 | 反対      | 浦野幸男   | 大平派   |
| 建設大臣                                       | 竹下登     | 田中派   | 反対      | 中馬辰猪   | 福田派   |
| 自治大臣 国家公安委員会委員長 北海道開発庁長官 | 福田一     | 船田派   | 反対      | 天野公義   | 大平派   |
| 内閣官房長官                                   | 井出一太郎 | 三木派   | 賛成      | 留任       | 留任     |
| 総理府総務長官 沖縄開発庁長官                  | 植木光教   | 大平派   | 反対      | 西村尚治   | 田中派   |
| 行政管理庁長官                                 | 松沢雄蔵   | 椎名派   | 反対      | 荒舩清十郎 | 椎名派   |
| 防衛庁長官                                     | 坂田道太   | 旧石井派 | 賛成      | 留任       | 留任     |
| 科学技術庁長官                                 | 佐々木義武 | 大平派   | 反対      | 前田正男   | 田中派   |
| 環境庁長官                                     | 小沢辰男   | 田中派   | 反対      | 丸茂重貞   | 福田派   |
| 国土庁長官                                     | 金丸信     | 田中派   | 反対      | 天野光晴   | 中曽根派 |

## その他
- ロッキード解明を掲げて閣僚を罷免してでも衆議院解散を断行していれば、三木内閣は存続できたとする意見もある。しかし、三木自身は後年において閣僚の罷免を断行してまで衆議院を解散することは、「議会の子」と呼ばれていたこともあり憲政に反するとして、行わなくてよかったと述懐している。
- 椎名裁定で三木を推挙した椎名が三木おろしに回ったことについて、椎名悦三郎は「産みの親だが、育てるとは言ったことはない」と答えている。
- 三木おろしの始まりは、三木内閣ができて半年後の1975年春、小林中邸で開かれた園遊会で、小林と永野重雄、椎名副総裁、金丸信国土庁長官が顔を揃え、金丸と椎名が三木への不満を永野に話したことに端を発す（永野重雄#福田内閣実現への第一歩）。
- 逮捕された田中角栄であるが、「第一次三木おろし」にはそこまで積極的ではなく、積極的であった派内の二階堂進などに表立った行動を控えるように指示した。田中は三木を退陣させると、官僚出身政治家として対極にあり宿敵であった福田を首相にしてしまう恐れがあると考えていたからであったと思われる。しかし、逮捕・起訴後に保釈された際は、三木への復讐を表明し、田中派は「反三木」の一点のみで、福田派と連携をすることになる。田中は、元々協力関係にある大平を首相に擁立したかったとされているが、大福密約を最終的には支持し、福田が首相となった。ある田中派の若手議員はこの時の田中の心境について、「オヤジはやっぱり三木の下では、裁判を受けたくなかったんだなあ」と回想している。
- 挙党協の代表世話人は船田であったが、実質的に活動の中心的存在であったのは二階堂進、大平派の鈴木善幸、福田派の園田直の3人で「挙党協3人男」と呼ばれた。後に鈴木善幸内閣が「挙党協内閣」と呼ばれるのは、この3人が政権の中枢を占め（鈴木は内閣総理大臣、二階堂は閣僚ではないが自民党三役である総務会長（改造内閣では幹事長に就任）、園田は厚生大臣⇒外務大臣に就任）、三派連合体制をその基盤としているためである。
- 幹事長だった中曽根康弘は、挙党体制確立協議会のアキレス腱であるポスト三木（三木退陣後、福田、大平のいずれが後継首相になるかを、挙党協は直前まで決められなかった）について、「大福も 夏を過ぎれば 饐える（すえる：腐って酸っぱくなる）なり｣と川柳で皮肉った。
- 三木武夫の秘蔵っ子だった海部俊樹は官房副長官として党内反対勢力に対する解散構想と解散断念を目の当たりにした。15年後の1991年に海部は首相として、三木と同じく党内反対勢力に対して解散構想をする政局になるも、結局解散権を行使できず、またこれを乗り切ることが出来ないまま退陣となった（海部おろし）。
- 三木おろし時は一回生議員であった小泉純一郎は、29年後の2005年に首相として党内の反対勢力を一掃するため、解散権の行使を決断。解散詔書の閣議決定に署名しない閣僚（島村宜伸農林水産大臣）を罷免してまで解散を断行した（郵政解散）。小泉はこの時の三木について、大勝負で解散できなかったとしている。